# Leo Varadkar
Leo Eric Varadkar (Dublin, 18 januari 1979) is een Ierse politicus van de christendemocratische partij Fine Gael. Van 2017 tot 2020 en van 2022 tot 2024 was hij de premier van Ierland (Taoiseach). In de tussenliggende periode (juni 2020 tot december 2022) was hij vicepremier van Ierland (Tánaiste) in de regering van Micheál Martin.
Varadkar werd in juni 2017 - na het vertrek van Taoiseach Enda Kenny - gekozen als leider van Fine Gael. Bij zijn aantreden als premier was hij de eerste openlijk homoseksuele Ierse regeringsleider, de jongste ooit en tevens de eerste van Aziatische komaf.

## Biografie
Varadkar werd geboren in Dublin als zoon van een Indiase geneesheer en een Ierse verpleegster. Na kortstondig rechten te hebben gestudeerd aan Trinity College in Dublin, studeerde Varadkar geneeskunde aan dezelfde universiteit. Vanaf 2010 was hij werkzaam als huisarts.

### Politieke loopbaan
Vanaf 2004 was Varadkar de loco-burgemeester van Fingal. In 2007 werd hij gekozen in de Dáil Éireann, het lagerhuis van het Ierse parlement. Toenmalig premier Kenny stelde Varadkar aan als woordvoerder van Handel. In 2010 werd Varadkar aangesteld als woordvoerder Communicatie en Energie. Tijdens het Ierse referendum over het homohuwelijk kwam Varadkar in januari 2015 uit de kast als homoseksueel. Hij was hiermee de eerste openlijk homoseksuele Ierse minister.
Varadkar had diverse posities als minister in de regering van Kenny: minister voor Transport, Toerisme en Sport (2011–2014), minister voor Volksgezondheid (2014–2016) en minister voor sociale bescherming (2016–2017).

#### Premier van Ierland
In de lente van 2017 maakte Kenny zijn tussentijds vertrek als partijleider en premier bekend, waarna Varadkar werd verkozen tot zijn opvolger. Zijn kabinet werd op 14 juni geïnstalleerd. Drie jaar later, bij de parlementsverkiezingen van 2020, verloor Fine Gael twaalf zetels en daarmee haar status als grootste partij. Varadkar kondigde aan in de oppositie te willen gaan, maar in de hierop volgende regeringsformatie werd toch een kabinet gesmeed met het conservatief-liberale Fianna Fáil en de Groene Partij. Het premierschap werd overgedragen aan Micheál Martin, terwijl Varadkar vicepremier werd.
Zoals bij het aantreden van het kabinet al was afgesproken, wisselden Varadkar en Martin na 2,5 jaar (in december 2022) van functie. Varadkar werd zodoende opnieuw premier en Martin vicepremier.
Vanwege zowel politieke als persoonlijke redenen kondigde Varadkar op 20 maart 2024 zijn voortijdige vertrek aan als premier van Ierland en leider van de Fine Gael-partij. Hij vroeg zijn partij om een nieuwe voorzitter te benoemen en bleef premier tot een opvolger werd aangeduid. Minister van Hoger Onderwijs en Wetenschap Simon Harris nam het partijleiderschap op 24 maart 2024 van Varadkar over en op 9 april ook het premierschap. Varadkar behield echter wel zijn zetel in het Ierse parlement.
- Gemeinsame Normdatei: 1135381577
- International Standard Name Identifier: 0000 0004 4882 747X
- Library of Congress Control Number: no2020060569
- Virtual International Authority File: 315945535